# Hotkovo
Hotkovo (izvirno srbsko Хотково) je naselje v Srbiji, ki upravno spada pod Mesto Novi Pazar; slednja pa je del Raškega upravnega okraja.

## Demografija
V naselju, katerega izvirno (srbsko-cirilično) ime je Хотково, živi 133 polnoletnih prebivalcev, pri čemer je njihova povprečna starost 32,4 let (33,4 pri moških in 31,4 pri ženskah). Naselje ima 38 gospodinjstev, pri čemer je povprečno število članov na gospodinjstvo 5,08.
|  |

| Demografija | Demografija     | Demografija     |
| Leto        | Št. prebivalcev | Št. prebivalcev |
| ----------- | --------------- | --------------- |
|             |                 |                 |
|             |                 |                 |
|             |                 |                 |
|             |                 |                 |
| 1948        | 105             |                 |
| 1953        | 138             |                 |
| 1961        | 142             |                 |
| 1971        | 171             |                 |
| 1981        | 187             |                 |
| 1991        | 195             | 190             |
| 2002        | 216             | 193             |
|             |                 |                 |

| Etnična sestava po popisu iz leta 2002 | Etnična sestava po popisu iz leta 2002 | Etnična sestava po popisu iz leta 2002 | Etnična sestava po popisu iz leta 2002 | Etnična sestava po popisu iz leta 2002 |
| -------------------------------------- | -------------------------------------- | -------------------------------------- | -------------------------------------- | -------------------------------------- |
| Bošnjaki                               | Bošnjaki                               |                                        | 191                                    | 98,96%                                 |
| Srbi                                   | Srbi                                   |                                        | 1                                      | 0,51%                                  |
| Neznano                                | Neznano                                |                                        | 1                                      | 0,51%                                  |